# Konstantínos Karagoúnis
Konstantínos Karagoúnis (en grec Κωνσταντίνος Καραγκούνης), né en 1975, est un homme politique grec.

## Biographie
Aux élections législatives grecques de janvier 2015, il est élu député au Parlement grec sur la liste de la Nouvelle Démocratie dans la circonscription de l'Étolie-Acarnanie.